# Blue Hill (Maine)
Blue Hill ist eine Town im Hancock County des Bundesstaates Maine in den Vereinigten Staaten. Im Jahr 2020 lebten dort 2792 Einwohner in 1910 Haushalten auf einer Fläche von 224,5 km².

## Geografie
Nach dem United States Census Bureau hat Blue Hill eine Gesamtfläche von 224,5 km², von denen 162,0 km² Land sind und 62,5 km² aus Gewässern bestehen.

### Geografische Lage
Blue Hill liegt an der Blue Hill Bay des Atlantischen Ozeans, zentral im Süden des Hancock Countys. Im Norden ragt der Toddy Pond auf das Gebiet der Town und im Süden der Salt Pond. Weitere kleinere Seen liegen verteilt über das Gebiet der Town. Die Oberfläche ist hügelig und die höchste Erhebung ist der zentral gelegene 281 m hohe Blue Hill.

### Nachbargemeinden
Alle Entfernungen sind als Luftlinien zwischen den offiziellen Koordinaten der Orte aus der Volkszählung 2010 angegeben.
- Norden: Surry, 4,4 km
- Nordosten: Trenton, 16,1 km
- Südosten: Mount Desert, 22,8 km
- Süden: Sedgwick, 11,4 km
- Westen: Penobscot, 19,5 km

### Stadtgliederung
In Blue Hill gibt es mehrere Siedlungsgebiete: Blue Hill, Blue Hill Falls, East Blue Hill, Granite (auf Long Island), North Blue Hill und South Blue Hill.

### Klima
Die mittlere Durchschnittstemperatur in Blue Hill liegt zwischen −6,1 °C (21° Fahrenheit) im Januar und 20,6 °C (69° Fahrenheit) im Juli. Damit ist der Ort gegenüber dem langjährigen Mittel der USA um etwa 6 Grad kühler. Die Schneefälle zwischen Oktober und Mai liegen mit bis zu zweieinhalb Metern mehr als doppelt so hoch wie die mittlere Schneehöhe in den USA; die tägliche Sonnenscheindauer liegt am unteren Rand des Wertespektrums der USA.

## Geschichte
Blue Hill wurde ab 1762 besiedelt. Zu den ersten Siedlern gehörten Captain Joseph Wood und John Roundy. Ursprüngliche Bezeichnung für das Gebiet war Township Number 5. Dann wurde das Gebiet als Plantation mit dem Namen Newport organisiert. Als Town wurde es im Jahr 1789 unter dem Namen Blue Hill organisiert.
Bekannt wurde die Town vor allem durch Mary Ellen Chase, eine Schriftstellerin und Lehrerin, die hier geboren wurde. Im Blue Hill Memorial Hospital starb im Juli 2008 der Schriftsteller Janwillem van de Wetering.

### Einwohnerentwicklung
| Volkszählungsergebnisse – Town of Blue Hill, Maine | Volkszählungsergebnisse – Town of Blue Hill, Maine | Volkszählungsergebnisse – Town of Blue Hill, Maine | Volkszählungsergebnisse – Town of Blue Hill, Maine | Volkszählungsergebnisse – Town of Blue Hill, Maine | Volkszählungsergebnisse – Town of Blue Hill, Maine | Volkszählungsergebnisse – Town of Blue Hill, Maine | Volkszählungsergebnisse – Town of Blue Hill, Maine | Volkszählungsergebnisse – Town of Blue Hill, Maine | Volkszählungsergebnisse – Town of Blue Hill, Maine | Volkszählungsergebnisse – Town of Blue Hill, Maine |
| Jahr                                               | 1700                                               | 1710                                               | 1720                                               | 1730                                               | 1740                                               | 1750                                               | 1760                                               | 1770                                               | 1780                                               | 1790                                               |
| -------------------------------------------------- | -------------------------------------------------- | -------------------------------------------------- | -------------------------------------------------- | -------------------------------------------------- | -------------------------------------------------- | -------------------------------------------------- | -------------------------------------------------- | -------------------------------------------------- | -------------------------------------------------- | -------------------------------------------------- |
| Einwohner                                          |                                                    |                                                    |                                                    |                                                    |                                                    |                                                    |                                                    |                                                    |                                                    | 274                                                |
| Jahr                                               | 1800                                               | 1810                                               | 1820                                               | 1830                                               | 1840                                               | 1850                                               | 1860                                               | 1870                                               | 1880                                               | 1890                                               |
| Einwohner                                          | 494                                                | 658                                                | 957                                                | 1486                                               | 1891                                               | 1939                                               | 1993                                               | 1707                                               | 2213                                               | 1980                                               |
| Jahr                                               | 1900                                               | 1910                                               | 1920                                               | 1930                                               | 1940                                               | 1950                                               | 1960                                               | 1970                                               | 1980                                               | 1990                                               |
| Einwohner                                          | 1828                                               | 1462                                               | 1564                                               | 1439                                               | 1343                                               | 1308                                               | 1270                                               | 1367                                               | 1644                                               | 1941                                               |
| Jahr                                               | 2000                                               | 2010                                               | 2020                                               | 2030                                               | 2040                                               | 2050                                               | 2060                                               | 2070                                               | 2080                                               | 2090                                               |
| Einwohner                                          | 2390                                               | 2686                                               | 2792                                               |                                                    |                                                    |                                                    |                                                    |                                                    |                                                    |                                                    |

## Kultur und Sehenswürdigkeiten

### Bauwerke
In Blue Hill wurde ein Distrikt und eine Reihe von Gebäuden unter Denkmalschutz gestellt und ins National Register of Historic Places aufgenommen:
Als Distrikt wurde unter Denkmalschutz gestellt:
- Blue Hill Historic District, aufgenommen 1980, Register-Nr. 80000220

Weitere Gebäude:
- Barncastle, aufgenommen 1980, Register-Nr. 80000219
- Ward Hinckley House, aufgenommen 1974, Register-Nr. 74000153
- Jonathan Fisher Memorial, aufgenommen 1969, Register-Nr. 69000031
- Parker House, aufgenommen 2004, Register-Nr. 04001047
- John Peters House, aufgenommen 1983, Register-Nr. 83003642

## Wirtschaft und Infrastruktur

### Verkehr
Aus Richtung Norden führt die Maine State Route 172 auf das Gebiet der Town und in Richtung Süden verlässt die Maine Staate Route 176 das Gebiet. Die Maine State Route 15 und die Maine State Route 177 erreichen das Gebiet aus Richtung Westen und die Maine State Route 175 aus dem Südosten.

### Öffentliche Einrichtungen
Es gibt mehrere Medizinische Einrichtungen und Krankenhäuser in Blue Hill.
Die Blue Hill Public Library befindet sich an der Parker Point Road in Blue Hill.

### Bildung
Blue Hill gehört mit Castine, Brooksville, Penobscot und Surry zur School Union 93. Für die Schulbildung in Blue Hill ist das Blue Hill School Department zuständig.
In Blue Hill werden folgende Schulen angeboten:
- Blue Hill Consolidated School mit Schulklassen von Pre-K bis 8. Schuljahr
- Blue Hill Harbor School mit Schulklassen vom 9. bis 12. Schuljahr
- The Bay School, Waldorfschule mit Schulklassen vom 1. bis 8. Schuljahr

## Persönlichkeiten

### Söhne und Töchter der Stadt
- Mary Ellen Chase (1887–1973), Schriftstellerin und Hochschullehrerin
- Bill McHenry (* 1972), US-amerikanischer Jazz-Saxophonist